# سوپراستارز

## سوپراستارز

### تاریخچه
این شو از سری شوهای سطح پایین دابلیو دابلیو ئی می‌باشد این شو در ۱۶ آوریل ۲۰۰۹ توسط وینس مک من رونمایی شد. این شو تقریباً برای پیشرفت سوپراستارهای موجود و و حمایت از ان‌ها ساخته شد. شو سوپراستار هم‌اکنون در حال کار است و به کار خود ادامه می‌دهد ولی همان طور که می‌دانید خیلی کم اتفاق می‌افتد که در این شو بازی سر کمربند باشد ولی در هر حال شما می‌توانید کشتی گیرانی مثل (جاستین گابریل و سین کارا)
را که پیش تر در سطح اول بودند را مشاهده کنید که بسار افت کرده‌اند. این شو یک سال قبل از انحلال ای سی دابلیو کار خود را اغاز کرد.سرانجام این شو در ۲۵ نوامبر ۲۰۱۶ منحل شد.

### گویندگان
از گویندگان این شو می‌توان به لیلیا گارسیا-ادن استیلس و تام فیلیپس اشاره کرد.

### گزارشگران
از گزارشگران این شو می‌توان به تام فیلیپس-رنه یانگ و ریک برنن اشاره کرد.